# Dreigiebelhaus (Duisburg)
Dreigiebelhaus (pol. Dom z trzema szczytami) – najstarszy budynek mieszkalny w Duisburgu.
Budynek znajduje się na Nonnengasse 8 w starym mieście.

## Historia

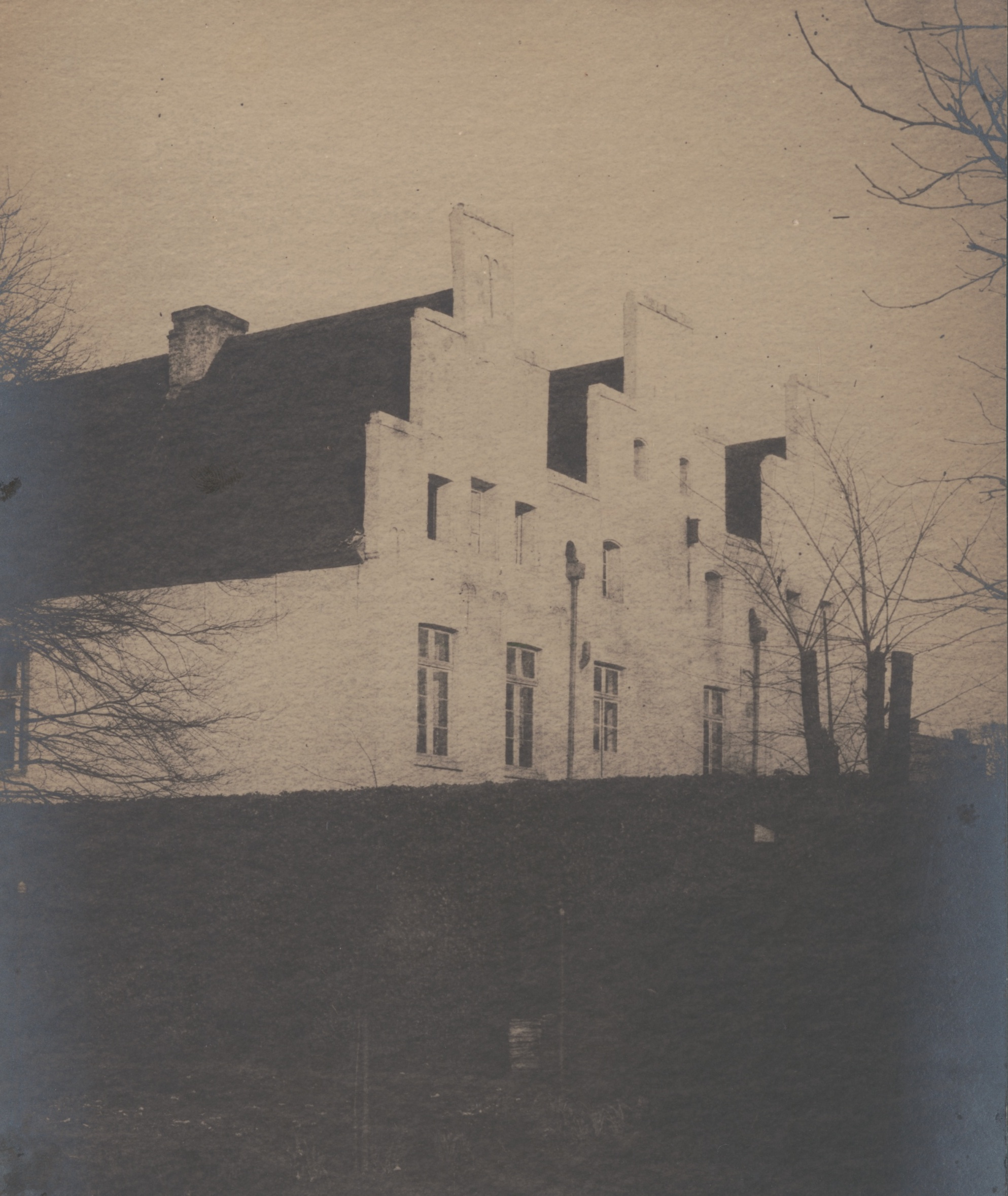
Dreigiebelhaus w 1911 roku

Dreigiebelhaus został po raz pierwszy wspomniany w dokumentach w 1536 roku. Johannes Corputius, niderlandzki inżynier, przywódca wojskowy i kartograf, wspomniał o budowli na swoim planie miasta w 1566 roku. Od 1608 roku Dreigiebelhaus był używany przez członków Zakonu Cysterskiego. Z napisu, "JESUS MARIA SUNT SPES MEA - MARGARETA VON MUNCH ABDISSE DES ADELEICHEN KLOSTERS UND GOTTES HAUS DUSSERN HAT MEICH MACHEN LASSEN ANNO 1628", który został wygrawerowany na ścianach budowli, można wywnioskować, że w 1628 rozpoczęto renowację i przebudowę budynku. Prace te trwały pięć lat.
Miasto Duisburg nabyło ten dom w 1961 r., a po gruntownej renowacji, w 1976 r. otwarto dom z trzema szczytami jako pracownię i dom artystów. Od tego czasu mieszczą się tu pracownie z zakwaterowaniem dla stypendystów Lehmbrucka. W Dreigiebelhaus znajduje się również restauracja, która jest dobrze znana poza granicami miasta.